# Tormented (1960)
Tormented is een Amerikaanse horrorfilm uit 1960, met in de hoofdrol Richard Carlson. De film werd geregisseerd en geproduceerd door Bert I. Gordon voor Allied Artists Pictures Corporation.

## Verhaal
Jazzpianist Tom Stewart, die in een eilandgemeenschap woont, bereidt zich voor op zijn huwelijk met zijn verloofde Meg. Kort voor het huwelijk duikt Toms oude vriendin Vi op, en dreigt Toms relatie met Meg te verbreken, desnoods door middel van chantage. Terwijl de twee ruzie staan te maken op een vuurtoren, begeeft opeens de reling waar Vi tegenaan leunt het. Tom weigert haar te helpen, en kijkt enkel toe terwijl ze haar dood tegemoet valt.
De volgende dag ziet Tom Vi’s lichaam in het water drijven. Hij vist haar op, enkel om het lichaam voor zijn ogen te zien veranderen in zeewier. Tom probeert te vergeten wat hij heeft gezien, maar in de dagen erop gebeuren er steeds meer vreemde dingen. Vi’s horloge spoelt aan op het strand en mysterieuze voetstappen verschijnen in het zand. Dan verschijnt Vi’s geest, en vertelt Tom dat ze hem de rest van zijn leven zal achtervolgen.
Tom komt niet van Vi’s geest af, die elke gelegenheid aangrijpt om hem te kwellen. Dan wordt Tom ook nog opgezocht door de eigenaar van een veerboot, die van Vi nog 5 dollar zou krijgen voor haar overtocht. Hij ontdekt wat er met Vi is gebeurd, en dreigt dit openbaar te maken. Daarom vermoordt Tom hem ook. Ditmaal is Megs zusje Sandy echter getuige.
Op de bruiloft houdt Sandy zich stil over wat ze heeft gezien. Wanneer de priester vraagt of er nog iemand is die bezwaar heeft tegen het huwelijk, vliegen de deuren van de kerk open, beginnen de bloemen te verwelken en doven de kaarsen. De ceremonie wordt beëindigd.
Later die nacht gaat Tom weer naar de vuurtoren, en vertelt Vi dat hij het eiland zal verlaten. Sandy volgt hem, en hoort Tom praten. Tom betrapt haar, en beseft dat Sandy te veel weet. Een wanhopige Tom leidt Sandy naar de gebroken reling, en probeert haar er ook vanaf te duwen. Vi’s geest grijpt echter in, en zorgt ervoor dat Tom zelf naar beneden valt.
Kort hierop wordt Vi’s echte lichaam gevonden op het strand, met in haar hand de verlovingsring die eigenlijk voor Meg bedoeld was. Blijkbaar zit Tom nu voor altijd aan haar vast.

## Rolverdeling
| Acteur          | Personage                        | Opmerkingen    |
| --------------- | -------------------------------- | -------------- |
| Richard Carlson | Tom Stewart                      |                |
| Susan Gordon    | Sandy Hubbard                    |                |
| Lugene Sanders  | Meg Hubbard                      |                |
| Juli Reding     | Vi Mason                         |                |
| Joe Turkel      | Nick, The Blackmailer            |                |
| Lillian Adams   | Mrs. Ellis                       |                |
| Gene Roth       | Mr. Nelson, lunch stand operator |                |
| Vera Marshe     | Mrs. Hubbard                     | als Vera Marsh |
| Harry Fleer     | Frank Hubbard                    |                |

## Achtergrond
De film werd bespot in de cultserie Mystery Science Theater 3000. De film bevindt zich tegenwoordig in het publiek domein.